# Тіхеєвка (Яйський округ)
Тіхе́євка (рос. Тихеевка) — присілок у складі Яйського округу Кемеровської області, Росія.

## Населення
Населення — 26 осіб (2010; 34 у 2002).
Національний склад (станом на 2002 рік):
- росіяни — 97 %